# طرخشقون غورودكوي
طرخشقون غورودكوي (الاسم العلمي:Taraxacum gorodkovii) هو نوع من النباتات يتبع جنس الطرخشقون من الفصيلة النجمية.